# Jaroslav Křička
Jaroslav Křička (ur. 27 sierpnia 1882 w Kelčy, zm. 23 stycznia 1969 w Pradze) – czeski kompozytor, dyrygent i pedagog muzyczny. Jego bratem był pisarz i tłumacz Petr Křička.

## Życiorys
W latach 1900–1902 studiował prawo w Pradze, następnie od 1902 do 1905 roku uczył się w Konserwatorium Praskim (harmonia u Karela Knittla, kompozycja u Karela Steckera). W latach 1905–1906 kontynuował studia w Berlinie. Między 1906 a 1909 rokiem przebywał w Jekaterynosławiu, gdzie pracował jako nauczyciel muzyki, a także propagował muzykę czeską. Przyjaźnił się z Aleksandrem Głazunowem i Siergiejem Taniejewem. W 1909 roku wrócił do Pragi, gdzie objął kierownictwo chóru Hlahol. Od 1918 roku wykładał w Konserwatorium Praskim, w latach 1942–1944 pełnił funkcję jego rektora.

## Wybrane kompozycje
(na podstawie materiałów źródłowych)

### Utwory orkiestrowe
- symfonia Jarná (1905–1906, zrewid. 1942)
- Nostalgie na smyczki i harfę (1905)
- uwertura Modrý pták (1911)
- poemat symfoniczny Adventus (1920–1921)
- uwertura Matěj Kopecký (1928)
- Horácká suita (1935)
- Sinfonietta na smyczki i kotły (1940–1941)
- uwertura Majales (1942)
- Koncert skrzypcowy (1944)
- Concertino na róg i kwartet smyczkowy lub orkiestrę smyczkową (1951)
- Wariacje na temat Boccheriniego na fagot i kwartet smyczkowy lub orkiestrę smyczkową (1952)
- Sinfonietta semplice (1962)

### Utwory kameralne
- Mała suita w dawnym stylu na 2 skrzypiec i fortepian (1907)
- 3 kwartety smyczkowe (1907, 1938–1939, 1949)
- trio fortepianowe Doma (1924–1925)
- Sonata skrzypcowa (1925)
- Sonatina na 2 skrzypiec (1926–1927)
- Concertino (septet) na skrzypce, kwintet dęty i fortepian (1940)
- Partita na skrzypce (1941)
- Divertimento na kwintet dęty (1950)
- Sonatina na flet (1951)
- Wariacje na skrzypce  (1956)
- Sonatina na skrzypce (1962)

### Kantaty
- Pokušení na poušti (1921–1922)
- Zlodějka Jenny (1927–1928)
- Tyrolské elegie (1930–1931)
- Studentské vzpomínky (1934)
- Moravská kantáta (1935–1936)

### Opery
- Hypolita (1910–1916, wyst. Praga 1917)
- Bilý pán (1927–1929, wyst. Brno 1929; zrewidowana wersja 1930, wyst. Wrocław 1931)
- Kral Lavra (1936–1937, zrewid. 1938–1939, wyst. 1940)
- České jesličky (1936–1937, zrewid. 1948, wyst. Praga 1949)
- Jáchym a Juliána (1945–1948, wyst. Opawa 1951)
- Serenáda (wyst. Pilzno 1950)
- Kolébka (1950, wyst. Opawa 1951)
- Zahořanský hon (wyst. Opawa 1955)

### Opery dziecięce
- Ogaři (1918, wyst. Nové Mešto 1919)
- Dobře to dopadlo lub Tlustý pradědeček (1932, wyst. Praga)
- Lupici a detekotyvove (1932, wyst. Praga 1932)

### Opera telewizyjna
- Kalhoty (1962)